# 여주역 (폐역)
여주역(驪州驛)은 지금의 경기도 여주시 홍문동에 위치했던 수려선의 역이다. 역이 있던 자리에 여주시민회관 건물이 들어섰다.

## 역사
- 1931년 12월 1일 : 이천-여주 간 개통과 함께 영업 개시 (보통역)[1]
- 1972년 4월 1일 : 수려선 폐선과 함께 폐지[2]